# حامد أبو ستة
حامد محمود صقر أبو ستة (أبو نضال؛ 1924 - 2008) هو مناضل وسياسي فلسطيني ومهندس وأحد مؤسسي منظمة التحرير الفلسطينية. انخرط في العمل المسلح والسياسي مع أبرز مؤسسي المنظمة، وشارك في تنسيق علاقتها مع النظام المصري والأردني.

## نشأته وتعليمه
ولد في قرية معين أبو ستة قضاء مدينة بئر السبع المحتلة لأُسرة بدوية من عائلة الترابين. درس المرحلتين الأساسية والثانوية في مدرسة خانيونس، مما أهَّله لدخول الكلية العربية في القدس، وبعد أن أكمل تعليمه في الكلية بامتياز درس الهندسة في جامعة فؤاد الأول بالقاهرة وتخرج منها بامتياز وكان زميله في تلك الفترة ياسر عرفات. تزوج من ابنة سفير المملكة الأردنية وأنجب نضال وطارق وأيمن.

## نشاطه السياسي
انخرط أبو ستة في نشاطات الحركة الوطنية في شبابه المبكر، وشارك في الدفاع عن فلسطين في أحداث النكبة عام 1948، وفي عمليات المقاومة ضد القوات البريطانية قرب قناة السويس أثناء دراسته الجامعية، وكان قريبًا من جماعة الإخوان المسلمين، وقدَّم مساعدات مالية للّاجئين والطلبة الفلسطينيين في السعودية ودول الخليج ومصر، وكان ضمن الوفود الفلسطينية التي ترأسها أحمد الشقيري وقصدت التجمعات الفلسطينية في الدول العربية لأقناعها بدعم فكرة إنشاء المنظمة. حضر المؤتمر الوطني الفلسطيني الأول المنعقد في القدس، والذي انبثقت عنه منظمة التحرير الفلسطينية عام 1964، وأصبح عضوًا في أول مجلس وطني فلسطيني في نفس العام، وعضوًا في اللجنة التنفيذية لمنظمة التحرير الفلسطينية بين عامي (1964-1966)، وساهم في إنشاء المؤسسات الرئيسة للمنظمة، وتبرَّع بجزء من تكاليفها المادية، واختير عضوًا في اللجنة التنفيذية مجددًا بين عامي (1968-1984)، وتولى عددًا من المهام داخلها منها دائرة شؤون الأرض المحتلة، وأشرف على تنسيق العلاقات بين منظمة التحرير والحكومة الأردنية خصوصًا في فترات توترها بداية سبعينيات القرن الماضي، وأصبح عضوًا في المجلس المركزي التابع للمنظمة عام 1973، وعضوًا في عدة وفود أرسلتها منظمة التحرير للدول العربية، وبقي يمثل المنظمة إلى أن استقال من كافة لجانها قبيل اتفاقية أوسلو في أيلول عام 1993، واستقر في دمشق.

## أبو ستة وياسر عرفات
بادر أبو ستة في إحدى المرات إلى اجتماع في دار الأخوان المسلمين في القاهرة حينما اشتدت المعارك في فلسطين عام 1948 وقال للطلبة وكان بينهم ياسر عرفات: «لا عِلْم والوطن محتل، أحرقوا الكتب» كما روى ياسر عرفات. اتجه حامد أبو ستة وياسر عرفات إلى الحدود الفلسطينية مع بعض القوات المصرية بعد أن عبروا قناة السويس، وما إن وصلوا حدود رفح حتى افترق الثلاثة، اتجه عرفات والفرقة المصرية شمالًا لمشاركة مجموعة من مقاتلي الإخوان المسلمين الذين يحاصرون كفار داروم، وأما أبو ستة فقد اتجه إلى بئر السبع لأنه أراد أن يقاتل في المكان الذي يعرفه جيداً. وقال في شهادته حينها: «إن قوة صهيونية مدعومة بأربعة وعشرين دبابة أو مصفحة أو دبابات محلية الصنع شنت هجومًا على بئر السبع في العاشر من أيار وبعد قتال دموي ووحشي اخترقت الدبابات خطوط الفلسطينيين ثم اتجهت نصف الدبابات إلى كفار داروم تفك الحصار عنها».
وقبل أن يغادر إلى القاهرة بأمر من أبيه قرر أن يذهب إلى كفار داروم. يقول أبو ستة عن ذلك: «لقد هُزمنا في موقعنا وأردت أن أذهب إلى كفار داروم في طريقي إلى القاهرة لأذوق طعم النصر، وقابلت ياسر عرفات وقد سُر بالمقابلة لأنه ظن أنني قُتلت في معركة بئر السبع! لقد تعانقنا وأخبرني الإخوان أن ياسر عرفات هو الذي أطلق الهاون الذي دمر الدبابة اليهودية الأولى، قال لي عرفات من الممكن أن نكسب المعركة ضد اليهود لو كان لدينا الأسلحة الكافية، الحسينيون كان رأيهم مثلما قال لي عرفات أنه يجب أن لا يتدخل العرب في النزاع حتى لا يصبح الصراع عالمياً».
وفي عام 1968 ذهب أبو ستة برفقة ياسر عرفات وصلاح خلف وبهجت أبو غربية ويحيى حمودة للقاء الملك حسين وازالة التوترات بين السلطات الأردنية والفلسطينيين على إثر اختطاف ضابط من الحرس الملكي الأردني.

## وفاته
توفي في 27 يونيو 2008 في العاصمة الأردنية عمّان وشيع جثمانه فيها.

## الأوسمة
منح الرئيس محمود عباس الفقيد الوطني الكبير حامد أبو ستة وسام نجمة الشرف من الدرجة العليا.